# Senecio ramosus
Senecio ramosus là một loài thực vật có hoa trong họ Cúc. Loài này được Wall. miêu tả khoa học đầu tiên năm 1831.